# Wiescheid (Neunkirchen-Seelscheid)
Wiescheid ist ein Ortsteil von Wolperath in der Gemeinde Neunkirchen-Seelscheid im Rhein-Sieg-Kreis.

## Lage
Wiescheid liegt auf einem Bergrücken zwischen Wahnbachtal und Bröltal südlich vom Ortskern. Nachbarorte sind Birken im Südosten und Remschoß im Süden.

## Geschichte
Das Dorf gehörte bis 1969 zur Gemeinde Neunkirchen.
1830 hatte Wiescheidt 110 Einwohner. 1845 hatte das Dorf Wischeidt 154 katholische Einwohner in 27 Häusern. 1888 gab es 111 Bewohner in 24 Häusern.
1901 hatte das Dorf 94 Einwohner. Verzeichnet sind die Familien Ackerer Heinrich Fitzler, Ackerer Martin Hebekeuser, Ackerin Witwe Wimar Heck, Ackerer Wilhelm Henscheid, Wirt und Stellmacher Wimar Herchenbach (Restauration „Zum Bergischen Haus“), Ackerer Johann Heumann, Ackerer Johann Keufenheuer, Schuster Wilhelm Klein, Ackerin Witwe Peter Matthias Meng, die Ackerer Johann Müller, Wilhelm und Wilhelm Theodor Schmitz, Ackerin Christine Söntgerath, Ackerer Heinrich Josef Stauf, Ackerin Witwe Johann Stauff und Ackerer Peter Stauff sowie Hausierer Peter Steimel.